# Sotnik

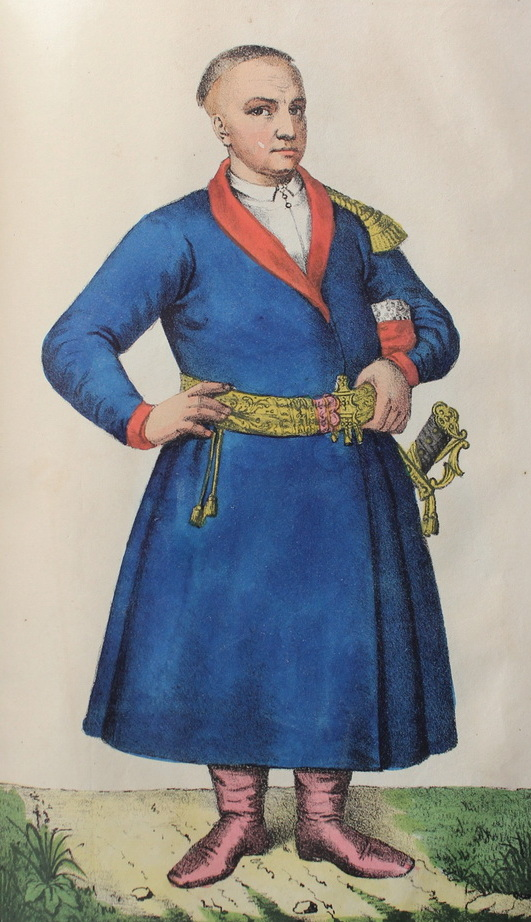
Sotnik

Sotnik (Russisch: сотник, "honderdman") was een militaire rang in de Russische Streltsy (16e tot 18e eeuw) en de keizerlijke Kozakkencavalerie of sotnia (vanaf 1826), vergelijkbaar met poroetsjik (luitenant). De naam betekent in de meeste Slavische talen "bevelhebber over honderd man".